# Konrád II. Sálský

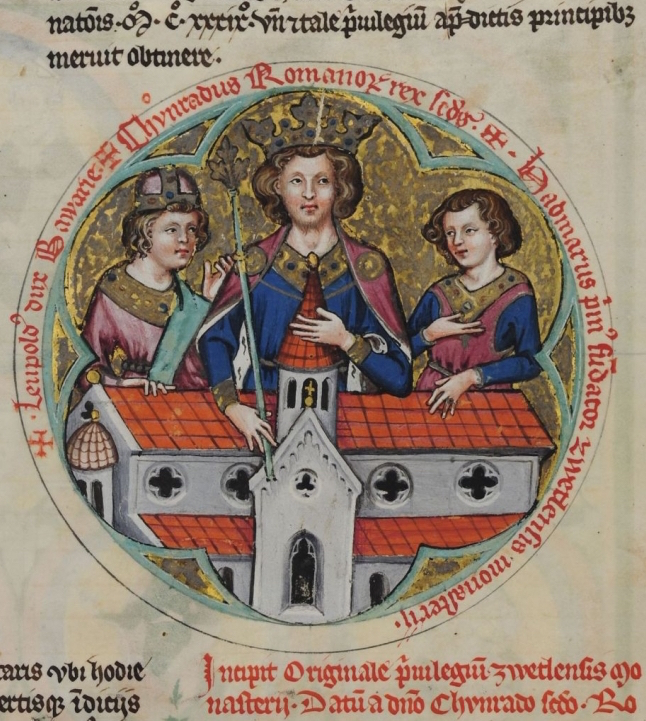
Konrád II. Sálský, Leopold IV. Babenberský a Hadmar I. z Kuenringu

Konrád II. (kolem roku 990 – 4. června 1039, Utrecht) byl bavorský vévoda, římský král a císař Svaté říše římské, první panovník ze sálské dynastie.

## Život
Konrád pocházel z jižní oblasti Frank, a narodil se jako syn hraběte Jindřicha Špýrského a jeho ženy Adléty Alsaské. Jeho žena Gisela Švábská s ním byla v příbuzenském poměru a sňatek byl dle kanonického práva zpochybnitelný, přesto v něm Konrád vytrval, ačkoli byl záminkou k jeho dočasnému exilu v období Konrádových sporů s císařem Jindřichem II. Po vymření otonské dynastie byl jako nejbližší příbuzný po přeslici zvolen římským králem a korunován 8. září 1024 v Mohuči. O dva roky později byl v Miláně korunován králem italským a na Velikonoce 1027 jej papež Jan XIX. korunoval císařem.
V bojích proti Polsku donutil Konrád svého protivníka Měška II. vzdát se roku 1028 původně říšských území dobytých v minulosti Boleslavem Chrabrým. Roku 1032 se na základě závěti krále Rudolfa III. Burgundského stal jeho dědicem a o dva roky později ovládl burgundská území za Rýnem (později známá jako Arelatsko). Tento prostor se stal základnou pro pronikání do Itálie, to se Konrád pokusil potvrdit jmenováním německých biskupů na posty v Itálii, i bojem s lombardskými městy, ale nakonec byl poražen a neuspěl.
Konrád nechal postavit baziliku ve Špýru, jednu z nejvýznamnějších románských staveb na území Německa, jako místo svého posledního odpočinku. V říši uznal dědičná práva leníků, položil tak základ k vytvoření silné německé šlechty. Podařilo se mu tím získat mezi leníky podporu, ale dlouhodobě způsobil oslabení císařství a dal podnět k budoucímu rozdrobení říše.